# Leo Schürmann

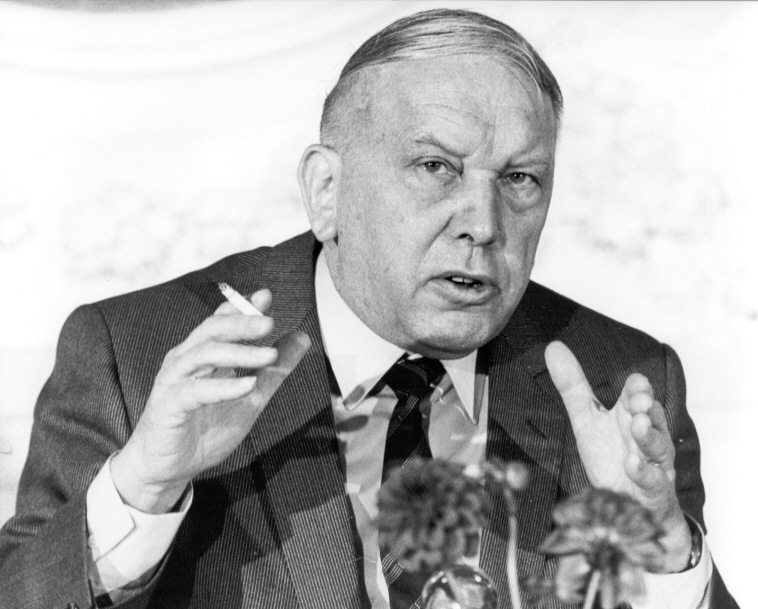
Leo Schürmann (1986)

Leo Schürmann (* 10. April 1917 in Olten; † 8. Dezember 2002 ebenda) war ein Schweizer Jurist und Politiker (CVP).

## Leben
Schürmann studierte Rechtswissenschaft an der Universität Basel. 1939 promovierte er zum Dr. iur. ebenfalls an der Universität Basel. Von 1940 bis 1942 war er Gerichtsschreiber im Obergericht des Kantons Solothurn. Danach war er bis 1947 Juristischer Sekretär des Departements des Innern des Kantons Solothurn. Von 1949 bis 1953 arbeitete er als selbständiger Rechtsanwalt und danach bis 1974 als Oberrichter von Solothurn. Von 1957 bis 1969 vertrat er die CVP im Solothurner Kantonsrat. 1959 wurde er in den Nationalrat gewählt, dem er bis 1974 angehörte. 1965 war er Präsident der Militärkommission, in welcher er fünf Jahre lang Mitglied war. Von 1964 bis 1974 war er Präsident der Eidgenössischen Kartellkommission, von 1973 bis 1974 erster Preisüberwacher der Schweiz, ab 1974 Mitglied des Direktoriums der Nationalbank und von 1976 bis 1980 der Präsident der Kommission für Emissionskontrolle. 1973 war er ein möglicher Bundesratskandidat. Nach der unmittelbar vorangehenden Wahl von Willi Ritschard war jedoch aufgrund der Kantonsklausel eine Wahl nicht mehr möglich (stattdessen wurde Hans Hürlimann gewählt). Von 1981 bis 1987 war er Generaldirektor der Schweizerischen Radio- und Fernsehgesellschaft (SRG). Schürmann war ausserdem von 1966 bis 1987 ausserordentlicher Professor für Wirtschafts- und Verwaltungsrecht an der Universität Freiburg.